# گونگچانگ، گانسو
گونگچانگ، گانسو (به لاتین: Gongchang) یک شهرک در جمهوری خلق چین است که در Longxi County واقع شده‌است. گونگچانگ ۴۹٬۴۷۵ نفر جمعیت دارد و ۱٬۷۳۳ متر بالاتر از سطح دریا واقع شده‌است.